# Державінська (станція метро)
«Держа́вінська» — проєктована станція Харківського метрополітену. Буде розташована біля Харківського м'ясокомбінату на Олексіївській лінії метро, між станціями «Метробудівників» та «Каштанова». Присутня на офіційних схемах.
Через дію закону про деколонізацію буде мати нову назву, наприклад, «Дмитра Коцюбайла» відповідно до перейменованої вулиці.
Будівництво цієї станції необхідно, тому що вона розвантажить (прийнявши на себе пасажирів з приміських автобусів та маршруток південного напрямку) станцію «Левада», і завантажить пересадочний вузол «Метробудівників»/«Спортивна».
16 листопада 2015 Кабінет Міністрів України затвердив відкоригований титул на виконання проєктно-пошукових робіт для реалізації будівництва метрополітену від станції «Метробудівників» до станції «Одеська», загальною вартістю проєкту 2,66 млрд грн. Згідно з документом, будівництво третьої лінії харківського метрополітену від станції «Метробудівників» до станції «Одеська» планувалось розпочати в 2015 році і завершити в 2019 році. У рамках проєкту передбачається будівництво 3,47 км колії метрополітену і двох нових станцій — «Державінської» та «Одеської». Прогнозована вартість будівельно-монтажних робіт становить 1,97 млрд грн, проєктно-пошукових робіт — 3,62 млн грн..